# Комета C/2012 S1 (ISON)
Комета C/2012 S1 (ISON) — долгопериодическая околосолнечная комета, распавшаяся на части 28 ноября 2013 года при прохождении перигелия.
По мнению авторов открытия, в случае если бы комета «пережила» встречу с Солнцем, она могла бы стать Большой кометой 2013 года, а также самой яркой кометой первой половины XXI века.

## Открытие
Комета была открыта 21 сентября 2012 года любителями астрономии Виталием Невским (Витебск, Беларусь, Витебская любительская астрономическая обсерватория) и Артёмом Новичонком (Петрозаводск, Россия, Петрозаводский государственный университет). Открытие было сделано с помощью 40-см рефлектора, установленного в обсерватории проекта ISON (Международной Научной Оптической Сети, ПулКОН) около Кисловодска, Россия (код Центра Малых Планет «D00») и программой автоматизированного открытия астероидов и комет «CoLiTec». На момент открытия комета имела 18 звёздную величину и обладала комой диаметром 10 угловых секунд, что соответствует 50 тыс. км на расстоянии в 6,75 а. е. Наиболее вероятный диаметр ядра кометы составляет 3 км. Впоследствии изображения кометы были обнаружены на более ранних снимках обсерваторий Обзора Маунт-Леммон (полученных 28 декабря 2011 года) и Pan-STARRS (полученных 28 января 2012 года), что позволило значительно уточнить орбиту кометы. 24 сентября был опубликован циркуляр Центра малых планет с первыми достоверными орбитальными данными новой кометы.

## Орбита
Предварительные расчёты показывали, что 1 октября 2013 года комета пролетит в 0,07 а. е. (10 млн км) от Марса. 28 ноября 2013 года комета пролетела всего в 0,012 а. е. (1,8 млн км) от центра Солнца. Учитывая, что радиус Солнца составляет 700 тыс. км, минимальное расстояние между кометой и поверхностью Солнца составило всего 1,1 млн км. Орбита кометы, скорее всего, параболическая. Это означает, что она прилетела из Облака Оорта. 26 декабря 2013 года комета должна была пролететь в 0,4 а. е. (60 млн км) от Земли. Сближений с планетами-гигантами комета не проходила. Орбитальные элементы кометы C/2012 S1 похожи на элементы Большой кометы 1680 года.

## Условия видимости
В момент открытия комета была около 18 зв. вел., что не доступно для визуальных наблюдений в любительские телескопы, но возможна ПЗС-съемка. В сентябре 2013 года, комета достигла 13 зв. вел., что позволило визуально наблюдать её в небольшие телескопы. В октябре 2013 года комета стала доступна для наблюдений в бинокли, а с ноября 2013 года по январь 2014 года комета должна была быть доступна для наблюдений невооруженным глазом. Предполагалось, что в момент минимального сближения кометы C/2012 S1 (ISON) с Солнцем её блеск мог достигнуть −13 зв. вел., что соответствует блеску Луны в полнолуние. В связи с этим C/2012 S1 претендовала на звание Большой кометы 2013 года и самой яркой кометы первой половины XXI века. При таком блеске комета была бы видна на дневном небе рядом с Солнцем, хотя элонгация менее 1 градуса привела к затруднениям в наблюдениях. Предполагалось, что к началу 2014 года хвост кометы на земном небе будет иметь длину 45°. Самая яркая комета XX века C/1965 S1 (Икэя — Сэки) похожа на ISON по размеру, минимальному расстоянию от Солнца и условиям видимости. В течение нескольких дней около своего перигелия комета ISON наблюдалась с помощью солнечных космических обсерваторий: SOHO, SDO, STEREO, TRACE, Hinode, а также Proba-2.
Около 1 октября комета наблюдалась с помощью космического аппарата Mars Reconnaissance Orbiter, на борту которого есть 0,5-метровый телескоп «HiRISE». В этот момент между кометой и Марсом было всего 10 млн км, а ожидаемая яркость кометы около 2 зв. вел..
До перигелия комету лучше всего можно было наблюдать из экваториальных областей Земли на утреннем небе перед восходом Солнца.
Предполагалось, что комета будет похожа на предыдущие яркие кометы прошедших лет: C/2006 P1 (Макнота) и C/2011 W3 (Лавджоя). Однако, комета разрушилась в перигелии, как бывало до этого в истории наблюдательной астрономии, когда прогнозы о высокой яркости кометы не оправдывались, как в случаях кометы C/1973 E1 (Когоутека) и разрушившихся комет C/1999 S4 (LINEAR) и C/2010 X1 (Еленина). Ярким примером разрушения комет стал развал ядра кометы 73P/Швассмана — Вахмана в 2006 году, когда она пролетала в 10 млн км от Земли.
Скорее всего комета впервые влетела во внутреннюю область Солнечной системы из Облака Оорта, поэтому летучие вещества её ледяного ядра ещё не были потревожены и никогда не подвергались серьёзному воздействию (тепловому и гравитационному). Именно из-за этого последовала большая неопределённость поведения ядра вблизи Солнца. Ядро могло разрушиться задолго до перигелия. Из восьми претендентов на звание «межзвёздных комет» две кометы C/2008 J4 (Макнота) и C/2012 S1 (ISON) с наибольшей вероятностью являются пришельцами из других звёздных систем.

## Наблюдения
Уточняющие наблюдения объёмов пыли, что выбрасывает ядро кометы, проведенные с помощью космической обсерватории Swift, дали оценку в 51 тонну в минуту, что соответствует диаметру ядра в 5 км. 10 апреля 2013 года космический телескоп имени Хаббла провел три сессии наблюдений кометы C/2012 S1 (ISON), в ходе которых размер её ядра был оценен в 3—4 мили (4,8—6,4 километра). Блеск кометы перестал возрастать начиная с января 2013 года, что заставило сделать переоценку её прогнозируемого максимального блеска 29 ноября 2013 года в сторону понижения с −13m до −5m. Но в это время она уже не была видна с Земли. В начале декабря её блеск составил бы примерно +2m … +5m. Максимальная длина пылевого хвоста могла составить 60°, а газового — порядка 25°.
По состоянию на 30 апреля 2013 года комета ISON обладала блеском в 15,4 зв. вел., комой порядка 18 угл. секунд и хвостом длиной в 36 угл. секунд, что отстает от эфемерид с сайта Центра Малых Планет на 0,5 зв. вел.. 10 сентября блеск кометы оценивали в 12,8m. 16 сентября у кометы была зарегистрирована крупная диффузная кома диаметром около 2 угловых минут. 12 октября 2013 года C/2012 S1 (ISON) достигла блеска 10,2m при коме размером около 5 угловых минут и хвосте длиной в половину диска Луны (15 угловых минут). Что уже соответствует прогнозируемому блеску в эфемеридах Центра Малых Планет.

## Прохождение перигелия
Первоначально многие из наблюдателей, в том числе эксперты NASA, предполагали, что при прохождении перигелия ядро кометы полностью распалось и комета превратилась в облако пыли 28 ноября 2013 года в 18:37 по UTC. Однако через несколько часов после прохождения яркость кометы начала снова расти и у неё появился новый хвост, что свидетельствовало о том, что по крайней мере часть ядра пережила встречу с Солнцем.
Спустя ещё примерно сутки комета всё-таки начала распадаться: перестало различаться ядро, уменьшилась яркость и комета стала выглядеть как бесформенное облако газа.

## Наблюдения телескопа «Хаббл» после перигелия
18 декабря 2013 года астрономы занимались поисками обломков кометы. Ученые рассчитали примерное расположение обломков кометы и навели на это место космический телескоп. Было получено несколько фотографий, которые объединялись в одно изображение. Затем его обработали так, чтобы обломки кометы заметно выделялись на фоне других объектов.
В результате обработки астрономы изучали изображения, на которых можно рассмотреть объекты вплоть до 25 звездной величины. Это означало, что ученые могут увидеть обломки размером около 160 метров в диаметре. Однако никаких следов остатков кометы обнаружено не было.